# Pikesville
Pikesville est une localité CDP américaine située dans l’État du Maryland, dans la périphérie de Baltimore, comté de Baltimore. Sa population s’élevait à 29 123 habitants lors du recensement de 2000. Densité 906 hab/km2. La superficie totale de la localité est de 32,1 km2. 